# يو إف سي على إي إس بي إن: بورييه ضد هوكر
يو إف سي على إي إس بي إن: بورييه ضد هوكر (بالإنجليزية: UFC on ESPN: Poirier vs. Hooker)‏ هو حدث لفنون القتال المختلطة نظمته يو إف سي، أُقيم في 27 يونيو 2020، على يو إف سي أبيكس في لاس فيغاس، نيفادا، الولايات المتحدة.